# 金沢駅西新都心
金沢駅西新都心（かなざわえきにししんとしん）は石川県金沢市の石川県道60号金沢田鶴浜線（通称50m道路）に沿った新都心ゾーンである。金沢駅から金沢港までの一帯のことを表す。

## 概要
- この新都心は6つの土地区画整理事業からできている。
  - 1．駅西土地区画整理事業　104.4ha
  - 2．駅西第二土地区画整理事業 124.1ha
  - 3．駅西第三土地区画整理事業 3.6ha
  - 4．金沢駅北土地区画整理事業 11.9ha
  - 5．金沢西部土地区画整理事業 100.8ha
  - 6．鞍月土地区画整理事業 73.2ha

## 歴史
- 1970年（昭和45年） - 駅西土地区画整理事業開始
- 1979年（昭和54年） - 駅西第二土地区画整理事業開始
- 1987年（昭和62年） - 金沢西部土地区画整理事業開始
- 1990年（平成2年） - 鞍月土地区画整理事業開始
- 1991年（平成3年） - 駅西土地区画整理事業完工
- 1993年（平成5年） - 金沢駅北土地区画整理事業開始
- 1997年（平成9年） - 駅西第二土地区画整理事業完工
- 2001年（平成13年） - 駅西第三土地区画整理事業完工
- 2002年（平成14年） - 金沢西部土地区画整理事業完工
- 2005年（平成17年） - 鞍月土地区画整理事業完工
- 2006年（平成18年） - 金沢駅北土地区画整理事業完工